# Alimodian
Alimodian é um município de  segunda classe de renda municipal (d) na província Iloilo, nas Filipinas. De acordo com o censo de 1 de maio  de  2020 possui uma população de 39 722 pessoas e 9 276 domicílios.